# 富田美憂
富田 美憂（とみた みゆ、1999年11月15日 - ）は、日本の女性声優、歌手。Kleissis、Studyのメンバー。埼玉県出身。アミューズ所属。公式ファンクラブは「＋ you 」。

## 経歴
小学生の頃『ヴァンパイア騎士』を観て声優に興味を持ち出演者の宮野真守に憧れを持つ。水樹奈々などがメディアに出始めている時期でキラキラと見えたという。中学2年で放送委員になり「特徴がある」と褒められるも自分の声はコンプレックスだったが、カラオケで「歌が上手で声が可愛いから声優になったら？」と言われ、この声は個性だと思い始める。声優を志した当初は家に金銭的余裕がなく、合格者は1年間レッスンを無料受講できる「声優アーティスト育成プログラムセレクション」のオーディションを受けて合格。
第一回「アニ☆たん!」でファイナリストとなり6社にスカウトされ、同時期に開催された「2014声優アーティスト育成プログラム・セレクション」でグランプリを獲得。
2015年、テレビアニメ『干物妹!うまるちゃん』のタイヘイの幼少期役でデビュー。2016年、『アイカツスターズ!』の虹野ゆめ役で初主演。
2018年、ゲーム『アルカ・ラスト 終わる世界と歌姫の果実』から派生した声優ユニット「Kleissis」のメンバーになる。
2019年、アニメ『ぼくたちは勉強ができない』に出演し、白石晴香、鈴代紗弓とユニットStudyとしての活動を始める。同年11月13日、日本コロムビアからソロアーティストとしてデビュー。
2022年3月14日、ラジオ『富田美憂・前田佳織里の”調査のご依頼、お待ちしてます!”』が第7回アニラジアワード「BEST BENEFIT RADIO ためになるラジオ賞」を受賞。

## 人物
原作のある作品の場合は、その原作を読み込んで、キャラクターの考え方や行動を理解してからオーディションに臨んでいるという。
仲のいい声優に宮本侑芽を挙げており、年上ではあるが「ゆめちー」というあだ名で呼ぶほど親しい間柄で、よく相談に乗ってくれる姉のような存在だという。
好きな物事に、歌、ディズニー、リンゴ、栗、オムライスを挙げている。苦手な食べ物は焼き魚で刺身しか食べられない。
好きな動物は狼、犬、ホワイトタイガーなど、虫以外全般を好きだと語っており「チャップ」という名前の犬を飼っている。2021年には豆柴の「こはく」を飼い始め、いつも朝の7時に起こしてもらっているという。
趣味・特技はイラストを描くことで、高校では漫画研究部に所属していた。好きな教科は英語と美術。
空手を6年間経験しており段位は初段、上段回し蹴りが得意である。『うたの☆プリンスさまっ♪』『薄桜鬼』などの乙女ゲームが好きである。

## 出演
太字はメインキャラクター。

### 劇場アニメ
2016年
- 牙狼〈GARO〉-DIVINE FLAME-（ロベルト・ルイス）
- 劇場版アイカツスターズ!（虹野ゆめ）

2019年
- Hello WeGo!（ハルト）
- 映画 おしりたんてい シリーズ（2019年 - 2024年、野球少年、村人、ふじさきスパニー、幼いころのスイセン） - 4作品
- 映画 この素晴らしい世界に祝福を!紅伝説（ふにふら）

2020年
- メイドインアビス 深き魂の黎明（リコ）
- 劇場版 ハイスクール・フリート（千葉沙千帆）
- 荒野のコトブキ飛行隊 完全版（チカ）

2021年
- 竜とそばかすの姫
- フラ・フラダンス（司会者女性）

2022年
- 夏へのトンネル、さよならの出口
- 劇場版 転生したらスライムだった件 紅蓮の絆編（ヴィオレ）

2024年
- 劇場版ハイキュー!! ゴミ捨て場の決戦（山本あかね）
- トラペジウム（藤温子）
- 好きでも嫌いなあまのじゃく（ツムギ）※Netflix世界独占配信・日本劇場公開

### OVA
2019年
- うちのメイドがウザすぎる!（ドジメイド）
- ぼくたちは勉強ができない（2019年 - 2020年、緒方理珠） - コミックス第14・16巻アニメBD同梱版

2020年
- ハイキュー!! 陸 VS 空（山本あかね）
- ゆらぎ荘の幽奈さん（轟紫音） - コミックス第24巻アニメBD同梱完全受注限定版

2021年
- 土下座で頼んでみた（エルフさん）
- かぐや様は告らせたい?〜天才たちの恋愛頭脳戦〜（伊井野ミコ） - コミックス第22巻OVA付き同梱版

2024年
- コードギアス 奪還のロゼ（琉高ハルカ）

### Webアニメ
2010年代
- ファイトリーグ ギア・ガジェット・ジェネレーターズ（2019年、ハイパワー洗浄KIDアイリス）
- 少女☆寸劇 オールスタァライト（2019年、野々宮ララフィン）
- 斉木楠雄のΨ難 Ψ始動編（2019年、ケンタ）

2020年代
- アイカツオンパレード！ドリームストーリー（2020年、虹野ゆめ）
- アイドルマスター シンデレラガールズ劇場 Extra Stage（2020年、砂塚あきら）
- ハレルヤ -運命の選択-（2020年、凪）
- アサルトリリィ ふるーつ（2021年、定盛姫歌）
- POKÉTOON「プリンのうた」（2021年、アンズ）
- CINDERELLA GIRLS 10th Anniversary Celebration Animation ETERNITY MEMORIES（2022年、砂塚あきら）
- 転生したらスライムだった件 コリウスの夢（2023年、ヴィオレ）

### ゲーム
2016年
- アイカツスターズ!（虹野ゆめ） - 3作品
- アイカツ! フォトonステージ!!（虹野ゆめ）
- グランブルーファンタジー（2016年 - 2024年、クロエ）
- 白猫プロジェクト（チトセ）
- 白猫テニス（リリカ）

2017年
- クイズRPG 魔法使いと黒猫のウィズ（リザ・ロットレンダー）
- ファイトリーグ（ハイパワー洗浄KID アイリス）
- プリンセス・プリンシパル GAME OF MISSION（ニキ・クィネル）
- よるのないくに2 〜新月の花嫁〜（ヴェルーシュカ）
- ラジアントヒストリア パーフェクトクロノロジー（ティオ）

2018年
- ガールフレンド（仮）（2018年 - 2023年、島田泉）
- キングスレイド（レクィナ）
- データカードダス アイカツフレンズ！（虹野ゆめ）
- 極光のレムリア 〜Hidden elements〜（イブ）
- 世界樹の迷宮X
- 温泉むすめ ゆのはなこれくしょん（鬼怒川日向）
- 少女☆歌劇 レヴュースタァライト -Re LIVE-（2018年 - 2024年、野々宮ララフィン）
- 恒星少女 -Do The Scientists Dream of Girls'Asterism?-（エルナト）

2019年
- 非人類学園（観音）
- アークオブアルケミスト（シャロン・ヴァーラー）
- 荒野のコトブキ飛行隊 大空のテイクオフガールズ!（チカ）
- MASS FOR THE DEAD（ティナ）
- グリムノーツ Repage（幸福な王子）
- トリカゴ スクラップマーチ（エーコ）
- モンスターストライク（2019年 - 2025年、アマツミカボシ、紅星ましろ、エーテル、ファダダス、ビィラック、警策看取、レモン、黄金＆白金〈黄金〉）
- Shadowverse（2019年 - 2021年、レヴィオンの見習い・ルネス、キャットガンナー、砂塚あきら）
- ブラウンダスト（イセルナ）
- アルカ・ラスト 終わる世界と歌姫の果実（林堂アキラ）
- アークレゾナ（リンジー・ペリット）
- データカードダス アイカツオンパレード！（虹野ゆめ）
- 蒼藍の誓い ブルーオース（スパルヴィエロ）

2020年
- アクション対魔忍（ふうまひびき）
- ART CODE SUMMONER（ジャン・オノレ・フラゴナール）
- Dragon Marked For Death（巫女）
- キングダムオブヒーロー（ニュクス）
- 黒騎士と白の魔王（フォルトゥナ）
- 社長、バトルの時間です!（ヴィー・ヴェラン）
- ステリアデイズ・ウィキッド（ティニー）
- ステーションメモリーズ!（象潟いろは〈2代目〉）
- CARAVAN STORIES（エストラーナジオ）
- アイドルマスター シンデレラガールズ（2020年 - 2024年、砂塚あきら） - 2作品
- けものフレンズ3（オコジョ）
- 一騎当千 エクストラバースト（桂樹）
- ファイナルギア -重装戦姫-
- 共闘ことばRPG コトダマン（イカウン、クラインドラ、ウサタターラ）
- イドラ ファンタシースターサーガ（クルーラ）
- とある魔術の禁書目録 幻想収束（警策看取）
- サクラ革命 〜華咲く乙女たち〜（犬飼まと）
- アークナイツ（カフカ）

2021年
- アサルトリリィ Last Bullet（定盛姫歌）
- ブルーアーカイブ -Blue Archive-（2021年 - 2023年、円堂シミコ）
- アイカツプラネット!（ワンダーランドテイル）
- 咲う アルスノトリア（小アルベール）
- Re:ステージ!プリズムステップ（シェリイ・ウォン）
- アズールレーン（ニュージャージー）
- 戦場のフーガ（ソックス・ミリオン）
- Deep Insanity ASYLUM（真喜志エリカ）
- テイルズ オブ ルミナリア（シャルル）

2022年
- クラッシュフィーバー（キサラギ＝アリス）
- ヴェルヴェット・コード（龍驤、アリシューザ）
- パズルガールズ（綾波）
- ファイアーエムブレム無双 風花雪月（主人公〈女〉）
- ファイアーエムブレム ヒーローズ（2022年 - 2024年、シェズ、ティナ）
- メメントモリ（ザラ）
- 原神（レイラ）
- SAMURAI MAIDEN -サムライメイデン-（狐美魅）

2023年
- 機動戦士ガンダム アーセナルベース（チュアチュリー・パンランチ）
- パズル&ドラゴンズ（チュアチュリー・パンランチ）
- トワツガイ（2023年 - 2024年、ハチドリ）
- 機動戦士ガンダム 鉄血のオルフェンズG（ケンシャル・コーサ）
- 北斗の拳 LEGENDS ReVIVE（リリン）
- マギアレコード 魔法少女まどか☆マギカ外伝（ガンヒルト）
- 404 GAME RE:SET -エラーゲームリセット-（ギャラクシーフォース）
- 終わらない季節の真ん中で（神矢ツナギ）
- takt op. 運命は真紅き旋律の街を（エニグマ変奏曲）

2024年
- 東方スペルカーニバル（魂魄妖夢）
- 百英雄伝 (アイビィ）
- プリンセスコネクト!Re:Dive（グレイス）
- ポケモンマスターズEX（クララ）
- everlasting flowers（成瀬陽毬）
- ドラゴンクエストX 未来への扉とまどろみの少女 オンライン（サジェ）
- 魔女のふろーらいふ（小中瀬咲紀）

2025年
- SDガンダム GGENERATION ETERNAL（チュアチュリー・パンランチ）
- シャインポスト Be Your アイドル!（虎渡誉）
- 魔女ガミ－The Witch of Luludidea－（シロハ）

### ドラマCD
- 劇場版アイカツスターズ! オリジナルドラマCD（2017年、虹野ゆめ）
- 剣士を目指して入学したのに魔法適性9999なんですけど!?（2017年、ハク） - 第4巻ドラマCD付き限定特装版
- TVアニメ/データカードダス『アイカツ!』&『アイカツスターズ!』スペシャルドラマCD（2018年、虹野ゆめ）
- りりくる はぁと 〜LIly LYric cyCLE HEART〜 vol.2（2021年、棗都和）
- 魔法少女翔 スペシャルドラマCD（2022年、風穴翔[195]）
- ツンデレ悪役令嬢リーゼロッテと実況の遠藤くんと解説の小林さん（2022年、フィーネ[196]）
- 機動戦士ガンダム 水星の魔女 スペシャルドラマCD（2023年、チュアチュリー・パンランチ[197]） - Blu-ray特装限定版封入特典

### 吹き替え

#### 映画
- アップルとわたしのカラフルな世界（ベイリー）
- おとぎ話を忘れたくて
- フリー・ガイ（ミッシー〈ブリトニー・オールドフォード（英語版）〉）[198]
- ミックステープ: 伝えられずにいたこと（英語版）（ビバリー・ムーディー〈ジェマ・ブルック・アレン〉）

#### ドラマ
- チーム・ケイリー（ケイリー・コンラッド〈ブリアナ・サラサス〉）
- リターンド/RETURNED（ヴィクトル〈スワン・ナンボタン〉[199]）

#### アニメ
- ぼくらベアベアーズ（クロエ・パーク）

### デジタルコミック
- 京都寺町三条のホームズ（2022年、真城葵）
- おイナリ（2023年、イナリちゃん[200]）
- おい、外れスキルだと思われていた《チートコード操作》が化け物すぎるんだが。（2023年、レイミラ[201]）

### 舞台
- 新聞物語 〜Leading Live〜（2018年5月9日 - 5月10日、野方区民ホール） - アーニャ 役
- 詠唱劇「新本格魔法少女りすか」（2021年6月22日） - 水倉りすか、水倉破記 役[202]
- 朗読劇「ROOM」（2024年5月17日、こくみん共済 coop ホール/スペース・ゼロ）[203]
- 少女☆歌劇 レヴュースタァライト -Re LIVE- Reading Theatre 第五弾「あやかし見廻り浪漫譚」（2025年2月23日、飛行船シアター） - 野々宮ララフィン 役[204]

### ラジオ
※はインターネット配信。
- きかせて! ギャル子ちゃん（2016年、HiBiKi Radio Station※）[205]
- ガヴリールドロップアウト〜天使と悪魔のシェアハウス〜（2017年、音泉※）[206]
- ひなこのーと ラジオひととせ（2017年、音泉※）[207]
- ラジオインアビス 〜リコとレグとナナチの探窟ラジオ〜（2017年、2018年 - 2019年、音泉※）[208][209]
- まりんか・とみたんのRadioフジゲームス+（2018年7月 - 2019年6月、超!A&G+※）[210]
- 富田美憂のラジオでも!Always forward!!（2019年、JFN PARK）※全4回[211]
- 富田美憂 たまごに包まれたい（2020年1月、マンガPark※）
- 富田美憂と藤原夏海の「ふたラジ!!」（2020年2月、超!A&G+※）[212]
- 富田美憂のMIYU学院 放送部っ!（2020年 - 、ニコニコ生放送※・YouTube LIVE※）[213]
- 富田美憂・前田佳織里の“調査のご依頼、お待ちしてます！”（2020年 - 、音泉※）[214]
- 髭男爵 ルネッサンスラジオ（2020年11月月間ゲスト、Podcast※）[215]
- 俺だけ聴けるラジオダンジョン（2021年、音泉※）[216]
- 戦闘員、ラジオに派遣します！（2021年、音泉※）[217]
- Deep Insanity Antarctica Front Radio（2021年 - 2022年、音泉※）[218]
- 山根綺・富田美憂 ややとみの（2022年 - 、ニコニコ生放送※・YouTube※）[219]
- Animume!（2023年12月 - 2024年2月、interfm）[220]

### テレビ番組
- エイコーさん＜フジテレビからの!＞（2019年 、フジテレビ）[221] - アシスタント
- みんなで語る番組 かたりぽTV まっち×ボイス♪（2019年、TOKYO MX）[222][223][224][225]
- おどろきフライト！Go!Go!おどろん！＜ZIP!＞（2022年4月4日 - 、日本テレビ） - おどろん 役[226]
- 踊る!さんま御殿!!（2023年8月22日、日本テレビ）
- 夜な夜な不思議の館にて~御曹司八木勇征からの招待状~（2023年9月16日、BS朝日）
- マヂカルラブリーの全力!アニシャド応援部2（2024年1月6日 -、テレビ東京）

### 映像商品
- 温泉むすめ 3rd LIVE “NOW ON☆SENSATION!! Vol.3”〜ワイワイワッチョイナ!!〜（2018年）[227]
- Animelo Summer Live 2021 -COLORS- 8.27 Blu-ray（2022年）[228]

### ASMR
- いやでんっ! 〜癒やしの寝台列車『サンライズエクスプレス涼海』〜（2020年、瑞季[229]）
- 【異星人ASMR】〜いせいこうりゅう 相部屋、無気力小柄な水星人と。〜（2021年、水星人[230]）
- おしごとねいろ 〜睡眠カウンセラー編〜（2022年、滝川志帆[231]）
- 圧倒的添い寝CD 〜しっかり者の友達の妹にいっぱい癒されちゃう〜（2022年、仁那）

### PV
- 『隣の君が一番かわいい』コミックス発売PV（2021年、星川悠[232]）
- 『クラスのギャルが、なぜか俺の義妹と仲良くなった。』PV（2021年、高良井結愛）[233]）
- 『デモンズ・クレスト』第2弾PV（2022年、芦原佐羽[234]）
- 『魔王が田舎に嫁いだら』ボイス付きショート動画（2023年、ノノア[235]）

### その他コンテンツ
- 『イケメン貧乏神と同居はじめました!』 プロローグ朗読（2019年、ナレーション、雲母月[236]）
- Netflixオリジナルドラマ『深夜食堂 -Tokyo Stories Season2-』 第7話劇中アニメ（2019年、翔太[237]）
- 映画『子供はわかってあげない』 劇中アニメ（2021年、KOTEKO[238]）
- かまいガチ（テレビ朝日：2022年1月21日、ナレーション）
- ありふれた職業で世界最強 ボイスドラマ（2022年 - 2024年、園部優花） - 2シリーズ[一覧 22]
- 『鬱ゲー転生。 知り尽くしたギャルゲに転生したので、鬱フラグ破壊して自由に生きます』 オーディオブック（2022年、朗読[239]）
- ボイスドラマ『幕末動乱美少女伝』（2024年、桐野利秋）
- 夜のクラゲは泳げない ボイスドラマ（2024年、渡瀬キウイ）
- 『トワツガイ Fans』ストーリー（2024年 - 2025年、ハチドリ[240]）

## ディスコグラフィ

### シングル
|            | 発売日         | タイトル       | 規格品番    | 規格品番   | オリコン 最高位 |
| 初回限定盤 | 発売日         | タイトル       | 通常盤      |            | オリコン 最高位 |
| ---------- | -------------- | -------------- | ----------- | ---------- | --------------- |
| 1st        | 2019年11月13日 | Present Moment | COZC-1587/8 | COCC-17668 | 26位            |
| 2nd        | 2020年6月3日   | 翼と告白       | COZC-1663/4 | COCC-17772 | 12位            |
| 3rd        | 2020年11月11日 | Broken Sky     | COZC-1687/8 | COCC-17818 | 21位            |
| 4th        | 2022年4月20日  | OveR           | COZC-1862/3 | COCC-17956 | 17位            |
| 配信       | 2023年11月15日 | Silent Beat    |             |            |                 |
| 5th        | 2024年4月17日  | Paradoxes      | COZC-2083/4 | COCC-18199 | 22位            |

### ミニアルバム
|     | 発売日         | タイトル    | 規格品番   | オリコン 最高位 |
| --- | -------------- | ----------- | ---------- | --------------- |
| 1st | 2022年11月23日 | Fizzy Night | COCX-41881 | 40位            |

### アルバム
|            | 発売日        | タイトル     | 規格品番    | 規格品番   | オリコン 最高位 |
| 初回限定盤 | 発売日        | タイトル     | 通常盤      |            | オリコン 最高位 |
| ---------- | ------------- | ------------ | ----------- | ---------- | --------------- |
| 1st        | 2021年6月30日 | Prologue     | COZX-1771/2 | COCX-41464 | 24位            |
| 2nd        | 2024年8月24日 | VioletBullet | COZX-2114-5 | COCX-42328 |                 |

### タイアップ曲
| 楽曲           | タイアップ                                             | 時期   |
| -------------- | ------------------------------------------------------ | ------ |
| Present Moment | テレビアニメ『放課後さいころ倶楽部』オープニングテーマ | 2019年 |
| Broken Sky     | テレビアニメ『無能なナナ』オープニングテーマ           | 2020年 |
| OveR           | テレビアニメ『デート・ア・ライブIV』オープニングテーマ | 2022年 |
| Paradoxes      | テレビアニメ『デート・ア・ライブV』オープニングテーマ  | 2024年 |

### キャラクターソング
| 発売日         | 商品名                                                                                | 歌 | 楽曲                                                                                      | 備考                                                                     |
| -------------- | ------------------------------------------------------------------------------------- | --- | ----------------------------------------------------------------------------------------- | ------------------------------------------------------------------------ |
| 2016年3月23日  | YPMA☆GIRLS                                                                            | ギャル子（和氣あず未）、オタ子（富田美憂）、お嬢（高橋未奈美） | 「YPMA☆GIRLS」                                                                            | テレビアニメ『おしえて！ ギャル子ちゃん』主題歌                          |
| 2016年3月23日  | YPMA☆GIRLS                                                                            | ギャル子（和氣あず未）、オタ子（富田美憂）、お嬢（高橋未奈美） | 「OTK-Output The Knowledge-」                                                             | テレビアニメ『おしえて！ ギャル子ちゃん』関連曲                          |
| 2017年2月22日  | ガヴリールドロップキック                                                              | ガヴリール（富田美憂）、ヴィーネ（大西沙織）、サターニャ（大空直美）、ラフィエル（花澤香菜） | 「ガヴリールドロップキック」                                                              | テレビアニメ『ガヴリールドロップアウト』オープニングテーマ               |
| 2017年2月22日  | ハレルヤ☆エッサイム                                                                   | ガヴリール（富田美憂）、ヴィーネ（大西沙織）、サターニャ（大空直美）、ラフィエル（花澤香菜） | 「ハレルヤ☆エッサイム」                                                                   | テレビアニメ『ガヴリールドロップアウト』エンディングテーマ               |
| 2017年5月10日  | あ・え・い・う・え・お・あお!!                                                        | 劇団ひととせ | 「あ・え・い・う・え・お・あお!!」                                                        | テレビアニメ『ひなこのーと』オープニングテーマ                           |
| 2017年5月10日  | あ・え・い・う・え・お・あお!!                                                        | 桜木ひな子（M・A・O）、夏川くいな（富田美憂） | 「一緒に帰ろう」                                                                          | テレビアニメ『ひなこのーと』関連曲                                       |
| 2017年5月10日  | かーてんこーる!!!!!                                                                   | 劇団ひととせ | 「かーてんこーる!!!!!」                                                                   | テレビアニメ『ひなこのーと』エンディングテーマ                           |
| 2017年4月26日  | ガヴリールドロップアウト Blu-ray&DVD Vol.2 「天使と悪魔のキャラソン&サントラCD」      | ガヴリール（富田美憂）、ヴィーネ（大西沙織）、サターニャ（大空直美）、ラフィエル（花澤香菜） | 「オリジナルバイブル」                                                                    | テレビアニメ『ガヴリールドロップアウト』関連曲                           |
| 2017年7月26日  | ひなこのーと 第1巻 録り下ろしキャラクターソングCD                                     | 夏川くいな（富田美憂） | 「テイスティング・ストーリー」 「あ・え・い・う・え・お・あお!!」 「かーてんこーる!!!!!」 | テレビアニメ『ひなこのーと』関連曲                                       |
| 2017年8月23日  | Deep in Abyss                                                                         | リコ（富田美憂）、レグ（伊瀬茉莉也） | 「Deep in Abyss」                                                                         | テレビアニメ『メイドインアビス』オープニングテーマ                       |
| 2017年8月23日  | Deep in Abyss                                                                         | リコ（富田美憂） | 「白笛の呼び声」                                                                          | テレビアニメ『メイドインアビス』関連曲                                   |
| 2017年8月23日  | 旅の左手、最果ての右手                                                                | リコ（富田美憂）、レグ（伊瀬茉莉也） | 「旅の左手、最果ての右手」                                                                | テレビアニメ『メイドインアビス』エンディングテーマ                       |
| 2017年8月23日  | 旅の左手、最果ての右手                                                                | リコ（富田美憂）、レグ（伊瀬茉莉也）、ナナチ（井澤詩織） | 「旅の左手、最果ての右手」                                                                | テレビアニメ『メイドインアビス』エンディングテーマ                       |
| 2017年9月20日  | Hang out!!!                                                                           | AKATSUKI | 「Hang out!!!」 「Never ending dream」                                                    | 『温泉むすめ』関連曲                                                     |
| 2018年10月31日 | †吸tie Ladies†/HAPPY!!ストレンジフレンズ                                              | ソフィー・トワイライト（富田美憂）、天野灯（篠原侑）、夏木ひなた（Lynn）、エリー（和氣あず未） | 「†吸tie Ladies†」                                                                        | テレビアニメ『となりの吸血鬼さん』オープニングテーマ                     |
| 2018年10月31日 | †吸tie Ladies†/HAPPY!!ストレンジフレンズ                                              | ソフィー・トワイライト（富田美憂）、天野灯（篠原侑）、夏木ひなた（Lynn）、エリー（和氣あず未） | 「HAPPY!!ストレンジフレンズ」                                                             | テレビアニメ『となりの吸血鬼さん』エンディングテーマ                     |
| 2018年12月19日 | テレビアニメ「となりの吸血鬼さん」キャラクターソング「うららかアフタヌーン」          | ソフィー・トワイライト（富田美憂） | 「†吸tie Ladies†」 「HAPPY!!ストレンジフレンズ」                                          | テレビアニメ『となりの吸血鬼さん』関連曲                                 |
| 2018年12月21日 | となりの吸血鬼さん BD・DVD第1巻特典CD                                                 | ソフィー・トワイライト（富田美憂） | 「DIARIUM 〜禁断のグリモア〜」                                                            | テレビアニメ『となりの吸血鬼さん』関連曲                                 |
| 2019年1月30日  | トリカゴ スクラップマーチ UNIT1 スクラップ・マーチング！                              | Bits & Pieces | 「スクラップ・マーチング！」                                                              | ゲーム『トリカゴ スクラップマーチ』テーマソング                          |
| 2019年1月30日  | トリカゴ スクラップマーチ UNIT1 スクラップ・マーチング！                              | Bits & Pieces | 「がらくた・とれじゃあ」                                                                  | ゲーム『トリカゴ スクラップマーチ』関連曲                                |
| 2019年1月30日  | 翼を持つ者たち                                                                        | コトブキ飛行隊 | 「翼を持つ者たち」                                                                        | テレビアニメ『荒野のコトブキ飛行隊』エンディングテーマ                   |
| 2019年1月30日  | 翼を持つ者たち                                                                        | コトブキ飛行隊 | 「太陽が呼んだ虹」                                                                        | テレビアニメ『荒野のコトブキ飛行隊』関連曲                               |
| 2019年3月13日  | コトブキ飛行隊、一曲入魂！                                                            | チカ（富田美憂） | 「ポッピンヒーロー」                                                                      | テレビアニメ『荒野のコトブキ飛行隊』関連曲                               |
| 2019年4月17日  | 百華繚乱                                                                              | 稲葉郷（古賀葵）、岡田切吉房（杉浦しおり）、徳善院貞宗（富田美憂） | 「祭り恋し夢のあと」                                                                      | ゲーム『天華百剣 -斬-』関連曲                                            |
| 2019年6月26日  | ショウタイム フロンティア！                                                           | フロンティア芸術学校 | 「ショウタイム フロンティア！」 「ディスカバリー！」                                      | ゲーム『少女☆歌劇 レヴュースタァライト -Re LIVE-』関連曲                 |
| 2019年8月28日  | ぼくたちは勉強ができない BD・DVD第3巻特典CD                                           | 緒方理珠（富田美憂） | 「ことだまコンフュージョン」                                                              | テレビアニメ『ぼくたちは勉強ができない』関連曲                           |
| 2019年10月16日 | 温泉むすめコンプリートアルバム Vol.2                                                  | AKATSUKI | 「情熱のパラディソ」 「暁のDiva」                                                         | 『温泉むすめ』関連曲                                                     |
| 2019年10月16日 | 少女☆歌劇 レヴュースタァライト レヴューアルバム ラ・レヴュー・エターナル              | 星見純那（佐藤日向）、リュウ・メイファン（竹内夢）、田中ゆゆ子（佐伯伊織）、野々宮ララフィン（富田美憂） | 「御してぎょしゃ座」                                                                      | ゲーム『少女☆歌劇 レヴュースタァライト -Re LIVE-』関連曲                 |
| 2019年10月23日 | On the Board                                                                          | 武笠美姫（宮下早紀）、高屋敷綾（高野麻里佳）、大野翠（富田美憂） | 「On the Board」                                                                          | テレビアニメ『放課後さいころ倶楽部』エンディングテーマ                   |
| 2019年10月23日 | On the Board                                                                          | 武笠美姫（宮下早紀）、高屋敷綾（高野麻里佳）、大野翠（富田美憂） | 「笑顔のパスポート」                                                                      | テレビアニメ『放課後さいころ倶楽部』関連曲                               |
| 2020年1月22日  | イこうぜ☆パラダイス/ハナビラ音頭                                                      | スタンク（間島淳司）、ゼル（小林裕介）、クリムヴェール（富田美憂） | 「イこうぜ☆パラダイス」                                                                   | テレビアニメ『異種族レビュアーズ』オープニングテーマ                     |
| 2020年1月22日  | イこうぜ☆パラダイス/ハナビラ音頭                                                      | スタンク（間島淳司）、ゼル（小林裕介）、クリムヴェール（富田美憂） | 「ハナビラ音頭」                                                                          | テレビアニメ『異種族レビュアーズ』エンディングテーマ                     |
| 2020年1月29日  | ぼくたちは勉強ができない！ BD・DVD第2巻特典CD                                         | 緒方理珠（富田美憂） | 「100点が取れるまで」                                                                     | テレビアニメ『ぼくたちは勉強ができない！』関連曲                         |
| 2020年5月27日  | Never Let You Go!/プラスマイナスゼロの法則                                            | 新越谷高校女子野球部 | 「プラスマイナスゼロの法則」                                                              | テレビアニメ『球詠』エンディングテーマ                                   |
| 2020年5月27日  | Never Let You Go!/プラスマイナスゼロの法則                                            | 川口息吹（富田美憂） | 「プラスマイナスゼロの法則」                                                              | テレビアニメ『球詠』関連曲                                               |
| 2020年6月17日  | かぐや様は告らせたい？〜天才たちの恋愛頭脳戦〜 キャラクターソング03 伊井野ミコ        | 伊井野ミコ（富田美憂） | 「オセロ」                                                                                | テレビアニメ『かぐや様は告らせたい？〜天才たちの恋愛頭脳戦〜』関連曲     |
| 2020年10月30日 | 太陽とレインボー                                                                      | 琴川晶（富田美憂） | 「太陽とレインボー」                                                                      | テレビアニメ『One Room サードシーズン』エンディングテーマ                |
| 2020年10月30日 | 太陽とレインボー                                                                      | 琴川晶（富田美憂） | 「太陽とレインボー (Remix Ver.)」                                                         | テレビアニメ『One Room サードシーズン』関連曲                            |
| 2020年11月25日 | LET'S CLIMB↑                                                                          | 花宮女子クライミング部 | 「LET'S CLIMB↑」                                                                          | テレビアニメ『いわかける！ - Sport Climbing Girls -』エンディングテーマ  |
| 2020年11月25日 | LET'S CLIMB↑                                                                          | 杉浦野々華（富田美憂） | 「LET'S CLIMB↑」                                                                          | テレビアニメ『いわかける！ - Sport Climbing Girls -』エンディングテーマ  |
| 2020年12月2日  | THE IDOLM@STER CINDERELLA MASTER Never ends ＆ Brand new!                             | 辻野あかり（梅澤めぐ）、砂塚あきら（富田美憂）、桐生つかさ（河瀬茉希） | 「Brand new!」                                                                            | ゲーム『アイドルマスター シンデレラガールズ』関連曲                      |
| 2021年5月19日  | THE IDOLM@STER CINDERELLA MASTER 059 砂塚あきら                                       | 砂塚あきら（富田美憂） | 「#HE4DSHOT」                                                                             | ゲーム『アイドルマスター シンデレラガールズ』関連曲                      |
| 2021年5月26日  | Home Sweet Home                                                                       | キサラギ＝アリス（富田美憂）、スノウ（菊池紗矢香）、ロゼ（村上奈津実）、グリム（髙橋ミナミ） | 「Home Sweet Home」                                                                       | テレビアニメ『戦闘員、派遣します！』エンディングテーマ                   |
| 2021年5月26日  | Home Sweet Home                                                                       | キサラギ＝アリス（富田美憂） | 「Home Sweet Home」                                                                       | テレビアニメ『戦闘員、派遣します！』関連曲                               |
| 2021年7月31日  | WIXOSS DIVA(A)LIVE BD第2巻特典CD                                                      | デウス・エクス・マキナ | 「TRIGGER OF VICTORY」                                                                    | テレビアニメ『WIXOSS DIVA(A)LIVE』エンディングテーマ                     |
| 2021年9月8日   | Edel Lilie（Last Bullet MIX） グラン・エプレVer.                                      | グラン・エプレ | 「Multicolored flowers」                                                                  | ゲーム『アサルトリリィ Last Bullet』関連曲                               |
| 2021年11月17日 | 走れ！「バトルアスリーテス大運動会 ReSTART!」究極のキャラソンアルバム                 | シェリイ・ウォン（富田美憂） | 「Fly away Far away」                                                                     | テレビアニメ『バトルアスリーテス大運動会 ReSTART!』関連曲                |
| 2022年1月12日  | THE IDOLM@STER CINDERELLA GIRLS STARLIGHT MASTER R/LOCK ON! 01 星環世界               | 砂塚あきら（富田美憂）、速水奏（飯田友子）、高垣楓（早見沙織）、緒方智絵里（大空直美）、 喜多日菜子（深川芹亜）、宮本フレデリカ（髙野麻美）、相葉夕美（木村珠莉）、中野有香（下地紫野）、片桐早苗（和氣あず未）                                      | 「星環世界（M@STER VERSION）」                                                            | ゲーム『アイドルマスター シンデレラガールズ スターライトステージ』関連曲 |
| 2022年1月12日  | THE IDOLM@STER CINDERELLA GIRLS STARLIGHT MASTER R/LOCK ON! 01 星環世界               | 砂塚あきら（富田美憂） | 「星環世界（M@STER VERSION）」                                                            | ゲーム『アイドルマスター シンデレラガールズ スターライトステージ』関連曲 |
| 2022年2月9日   | Neunt Praeludium（Last Bullet MIX） グラン・エプレVer.                                | グラン・エプレ | 「蕾の中の奇跡」 「Treasure Every Day!」                                                  | ゲーム『アサルトリリィ Last Bullet』関連曲                               |
| 2022年2月9日   | Neunt Praeludium（Last Bullet MIX）Blu-ray付生産限定盤                                | アサルトリリィ Last Bullet | 「蕾の中の奇跡」                                                                          | ゲーム『アサルトリリィ Last Bullet』関連曲                               |
| 2022年4月27日  | KAGUYA ULTRA BEST                                                                     | 石上優（鈴木崚汰）、伊井野ミコ（富田美憂） | 「DADDY! DADDY! DO!」                                                                     | テレビアニメ『かぐや様は告らせたい?〜天才たちの恋愛頭脳戦〜』関連曲      |
| 2022年7月6日   | Tin Toy Melody                                                                        | シャノワール | 「Tin Toy Melody」                                                                        | テレビアニメ『プリマドール』オープニングテーマ                           |
| 2022年7月6日   | Tin Toy Melody                                                                        | シャノワール | 「機械仕掛けの賛歌」                                                                      | テレビアニメ『プリマドール』関連曲                                       |
| 2022年7月6日   | SHOW UP                                                                               | シャノワール | 「夢咲＊ハレ舞台」                                                                        | テレビアニメ『プリマドール』関連曲                                       |
| 2022年7月6日   | SHOW UP                                                                               | 月下（富田美憂） | 「待宵月」                                                                                | テレビアニメ『プリマドール』関連曲                                       |
| 2022年7月6日   | くノ一ツバキの胸の内 あかね組音楽集                                                   | ベニスモモ（山根綺）、ミズバショウ（石見舞菜香）、トウワタ（富田美憂） | 「あかね組活動日誌 〜未班〜」                                                             | テレビアニメ『くノ一ツバキの胸の内』エンディングテーマ                   |
| 2022年7月6日   | くノ一ツバキの胸の内 あかね組音楽集                                                   | あかね組ねうしとらうたつみうまひつじさるとりいぬい | 「あかね組活動日誌 〜ねうしとらうたつみうまひつじさるとりいぬい大集合！〜」               | テレビアニメ『くノ一ツバキの胸の内』エンディングテーマ                   |
| 2022年8月3日   | THE IDOLM@STER CINDERELLA GIRLS STARLIGHT MASTER R/LOCK ON! 07 ストリート・ランウェイ | 砂塚あきら（富田美憂）、早坂美玲（朝井彩加）、堀裕子（鈴木絵理）、多田李衣菜（青木瑠璃子）、二宮飛鳥（青木志貴） | 「ストリート・ランウェイ（M@STER VERSION）」                                              | ゲーム『アイドルマスター シンデレラガールズ スターライトステージ』関連曲 |
| 2022年8月3日   | THE IDOLM@STER CINDERELLA GIRLS STARLIGHT MASTER R/LOCK ON! 07 ストリート・ランウェイ | 砂塚あきら（富田美憂） | 「ストリート・ランウェイ（M@STER VERSION）」                                              | ゲーム『アイドルマスター シンデレラガールズ スターライトステージ』関連曲 |
| 2022年8月3日   | Diverse                                                                               | 定盛姫歌（富田美憂） | 「プリザーブド☆アイドル」                                                                 | 『アサルトリリィ』関連曲                                                 |
| 2022年9月21日  | レヴューアルバム アルカナ・アルカディア                                               | 大月あるる（潘めぐみ）、叶美空（竹達彩奈）、恵比寿つかさ（加藤英美里）、胡蝶静羽（佐々木未来）、野々宮ララフィン（富田美憂） | 「闇を照らすもの」                                                                        | ゲーム『少女☆歌劇 レヴュースタァライト -Re LIVE-』関連曲                 |
| 2022年12月28日 | プリマドール BD 第3巻初回限定版特典CD                                                 | 月下（富田美憂） | 「Last regrets」                                                                          | テレビアニメ『プリマドール』関連曲                                       |
| 2023年2月15日  | THE IDOLM@STER CINDERELLA GIRLS STARLIGHT MASTER PLATINUM NUMBER 02 UNIQU3 VOICES!!!  | 辻野あかり（梅澤めぐ）、砂塚あきら（富田美憂）、夢見りあむ（星希成奏） | 「UNIQU3 VOICES!!!（M@STER VERSION）」                                                    | ゲーム『アイドルマスター シンデレラガールズ スターライトステージ』関連曲 |
| 2023年2月15日  | THE IDOLM@STER CINDERELLA GIRLS STARLIGHT MASTER PLATINUM NUMBER 02 UNIQU3 VOICES!!!  | 砂塚あきら（富田美憂） | 「UNIQU3 VOICES!!!（M@STER VERSION）」                                                    | ゲーム『アイドルマスター シンデレラガールズ スターライトステージ』関連曲 |
| 2023年3月1日   | THE IDOLM@STER CINDERELLA MASTER Cool jewelries! 004                                  | 松永涼（千菅春香）、三船美優（原田彩楓）、森久保乃々（高橋花林）、藤原肇（鈴木みのり）、砂塚あきら（富田美憂） | 「Starry Night」 「認めてくれなくたっていいよ」                                           | ゲーム『アイドルマスター シンデレラガールズ』関連曲                      |
| 2023年3月1日   | THE IDOLM@STER CINDERELLA MASTER Cool jewelries! 004                                  | 砂塚あきら（富田美憂） | 「EXCITE」                                                                                | ゲーム『アイドルマスター シンデレラガールズ』関連曲                      |
| 2023年3月29日  | プリマドール BD 第6巻初回限定版特典CD                                                 | シャノワール | 「Little Busters!」                                                                       | テレビアニメ『プリマドール』関連曲                                       |
| 2023年6月10日  | トワツガイ Original Soundtrack                                                        | カラス（近藤玲奈）、ハクチョウ（立花理香）、エナガ（立花日菜）、スズメ（高橋李依）、フクロウ（小泉萌香）、フラミンゴ（和氣あず未）、ツル（上田麗奈）、ハチドリ（富田美憂）、モズ（鬼頭明里）、ツバメ（日向未南）                                     | 「トワノユメ」                                                                            | ゲーム『トワツガイ』関連曲                                               |
| 2023年7月      | ワンダー・ファニー・ハーモニー                                                        | サクラコ（加隈亜衣）、ヒナタ（日高里菜）、マリー（小澤亜李）、ウイ（後藤沙緒里）、シミコ（富田美憂）、ヒフミ（本渡楓）、アズサ（種田梨沙）、ハナコ（豊田萌絵）、コハル（赤尾ひかる）、ミカ（東山奈央）、ツルギ（小林ゆう）、イチカ（鷲見友美ジェナ） | 「ワンダー・ファニー・ハーモニー」                                                        | Webアニメ『ブルーアーカイブ 2.5周年記念ショートアニメーション』主題歌    |
| 2023年9月27日  | あやかしトライアングル 1 Blu-ray&DVD完全生産限定版 特典CD                             | 風巻祭里♀（富田美憂） | 「風よ風よと胸の内」                                                                      | テレビアニメ『あやかしトライアングル』関連曲                             |
| 2023年12月27日 | 大大大大大好きな君へ♡                                                                 | 花園羽香里（本渡楓）、院田唐音（富田美憂）、好本静（長縄まりあ）、栄逢凪乃（瀬戸麻沙美）、薬膳楠莉（朝井彩加） | 「大大大大大好きな君へ♡」                                                                 | テレビアニメ『君のことが大大大大大好きな100人の彼女』オープニングテーマ  |
| 2023年12月27日 | 大大大大大好きな君へ♡                                                                 | 院田唐音（富田美憂） | 「大大大大大好きな君へ♡」                                                                 | テレビアニメ『君のことが大大大大大好きな100人の彼女』関連曲              |
| 2024年1月17日  | THE IDOLM@STER CINDERELLA GIRLS STARLIGHT MASTER HEART TICKER! 02 Hardcore Toyworld   | 砂塚あきら（富田美憂）、早坂美玲（朝井彩加） | 「Hardcore Toyworld（M@STER VERSION）」                                                   | ゲーム『アイドルマスター シンデレラガールズ スターライトステージ』関連曲 |
| 2024年1月17日  | THE IDOLM@STER CINDERELLA GIRLS STARLIGHT MASTER HEART TICKER! 02 Hardcore Toyworld   | 砂塚あきら（富田美憂） | 「Hardcore Toyworld（M@STER VERSION）」                                                   | ゲーム『アイドルマスター シンデレラガールズ スターライトステージ』関連曲 |
| 2024年2月7日   | 運命のトリニティ                                                                      | 新生グラン・エプレ | 「Overcast Sky」                                                                          | ゲーム『アサルトリリィ Last Bullet』関連曲                               |
| 2024年2月7日   | 運命のトリニティ                                                                      | グラン・エプレ | 「Overcast Sky（グラン・エプレver.）」                                                    | ゲーム『アサルトリリィ Last Bullet』関連曲                               |
| 2024年2月28日  | あやかしトライアングル 6 Blu-ray&DVD完全生産限定版 特典CD                             | 風巻祭里♀（富田美憂）、花奏すず（市ノ瀬加那） | 「Heart wrench♡マイニング」                                                               | テレビアニメ『あやかしトライアングル』関連曲                             |
| 2024年7月17日  | 偽りの救済                                                                            | ツル（上田麗奈）、ハチドリ（富田美憂） | 「偽りの救済」                                                                            | ゲーム『トワツガイ』関連曲                                               |
| 2025年6月11日  | M学園インストール！                                                                   | 宇田川ほまれ（富田美憂）、宇田川とまれ（羊宮妃那） | 「えるあーるセッション」                                                                  | 『M学園（仮）』関連曲                                                    |
| 2025年6月11日  | M学園インストール！                                                                   | 栗田りん（立花日菜）、冴島まき（鬼頭明里）、宇田川ほまれ（富田美憂）、宇田川とまれ（羊宮妃那） | 「ゆめゆめスターライト」                                                                  | 『M学園（仮）』関連曲                                                    |

### その他参加作品
| 発売日        | 商品名                                | 歌                                                         | 楽曲                                   | 備考                                                                            |
| ------------- | ------------------------------------- | ---------------------------------------------------------- | -------------------------------------- | ------------------------------------------------------------------------------- |
| 2018年5月29日 | -                                     | 富田美憂、楠木ともり、深町未紗、中恵光城、上原あかり       | 「My Element」                         | ゲーム『極光のレムリア 〜Hidden elements〜』主題歌                              |
| 2020年4月2日  | Z/X Code reunion Blu-ray BOX2 特典CD  | 鈴木愛奈、富田美憂                                         | 「ガール・ミーツ・ガール」             | テレビアニメ『Z/X Code reunion』エンディングテーマ                              |
| 2020年4月2日  | Z/X Code reunion Blu-ray BOX2 特典CD  | 小倉唯、内田彩、水瀬いのり、長縄まりあ、鈴木愛奈、富田美憂 | 「ガール・ミーツ・ガール」             | テレビアニメ『Z/X Code reunion』エンディングテーマ                              |
| 2021年9月17日 | Onsen Theme song Collection album 1st | みゆかおり                                                 | 「ミステリー？×ミステリー！」          | Webラジオ『富田美憂・前田佳織里の“調査のご依頼、お待ちしてます！”』テーマソング |
| 2022年12月7日 | FIRST CHANNEL                         | AMUSE VOICE ACTORS CHANNEL                                 | 「Fine! Fine!」                        | YouTubeチャンネル『AMUSE VOICE ACTORS CHANNEL』テーマソング                     |
| 2022年12月7日 | FIRST CHANNEL                         | 佐藤日向、富田美憂                                         | 「Here We Go Again」                   | YouTubeチャンネル『AMUSE VOICE ACTORS CHANNEL』関連曲                           |
| 2022年12月7日 | FIRST CHANNEL                         | 小泉萌香、田野アサミ、富田美憂、船戸ゆり絵                 | 「Weekday Dreamers」                   | YouTubeチャンネル『AMUSE VOICE ACTORS CHANNEL』関連曲                           |
| 2022年12月7日 | FIRST CHANNEL                         | AMUSE VOICE ACTORS CHANNEL                                 | 「Secret Promise」                     | YouTubeチャンネル『AMUSE VOICE ACTORS CHANNEL』関連曲                           |
| 2023年4月26日 | CrosSing Collection vol.2             | 富田美憂                                                   | 「廻廻奇譚」                           | 『CrosSing - Music＆Voice-』関連曲                                              |
| 2023年8月16日 | 厭わない EP                           | 富田美憂、市ノ瀬加那                                       | 「厭わない feat. 富田美憂,市ノ瀬加那」 | テレビアニメ『あやかしトライアングル』エンディングテーマ                        |

## ライブ・イベント

### 合同ライブ
| 出演日            | タイトル                                                                                   | 会場                                                 |
| ----------------- | ------------------------------------------------------------------------------------------ | ---------------------------------------------------- |
| 2019年11月23日    | ANIMAX MUSIX 2019 YOKOHAMA                                                                 | 横浜アリーナ（神奈川県）                             |
| 2020年10月18日    | EJ ANIME MUSIC FESTIVAL 2020                                                               | ところざわサクラタウン・ジャパンパビリオン（埼玉県） |
| 2021年1月9日      | THE IDOLM@STER CINDERELLA GIRLS Broadcast & LIVE Happy New Yell!!!                         | 幕張メッセ国際展示場 1-3ホール（千葉県）             |
| 2021年1月31日     | ANIMAX MUSIX 2021 ONLINE supported by U-NEXT                                               | 有明アリーナ（東京都）                               |
| 2021年5月27日     | THE IDOLM@STER CINDERELLA GIRLS NEXT LIVE発表会 SPECIAL STAGE                              | 未来研スタジオ（東京都）                             |
| 2021年6月20日     | EJ My Girl Festival 2021                                                                   | 舞浜アンフィシアター（千葉県）                       |
| 2021年8月27日     | Animelo Summer Live 2021 -COLORS-                                                          | さいたまスーパーアリーナ（埼玉県）                   |
| 2021年12月26日    | THE IDOLM@STER CINDERELLA GIRLS 10th ANNIVERSARY M@GICAL WONDERLAND TOUR!!! CosmoStar Land | 愛知県国際展示場 ホールA（愛知県）                   |
| 2022年3月6日      | EJ My Girl Festival 2022                                                                   | 舞浜アンフィシアター（千葉県）                       |
| 2022年4月3日      | THE IDOLM@STER CINDERELLA GIRLS 10th ANNIVERSARY M@GICAL WONDERLAND!!!                     | ベルーナドーム（埼玉県）                             |
| 2022年7月17日     | BILIBILI MACRO LINK - STAR PHASE 2022                                                      | 幕張メッセ イベントホール（千葉県）                  |
| 2022年9月3日・4日 | THE IDOLM@STER CINDERELLA GIRLS LIKE4LIVE #cg_ootd                                         | 日本ガイシホール（愛知県）                           |
| 2023年9月9日      | THE IDOLM@STER CINDERELLA GIRLS Shout out Live!!!                                          | 愛知県国際展示場 ホールA（愛知県）                   |

### ソロライブ
| 出演日         | タイトル                            | 会場                        |
| -------------- | ----------------------------------- | --------------------------- |
| 2021年9月26日  | 富田美憂 1st LIVE Prologue          | LINE CUBE SHIBUYA（東京都） |
| 2023年2月5日   | 富田美憂 2nd LIVE 〜Fizzy Night〜   | LINE CUBE SHIBUYA（東京都） |
| 2024年11月10日 | 富田美憂 3rd LIVE 〜Violet Bullet〜 | 豊洲PIT（東京都）           |